# Episodi di In viaggio nel tempo (prima stagione)
La prima stagione della serie televisiva In viaggio nel tempo, composta da 9 episodi, è stata trasmessa negli Stati Uniti per la prima volta dall'emittente NBC dal 26 marzo 1989.
In Italia la stagione è andata in onda in prima visione su Rai 1 dal 14 al 22 giugno 1993.
| nº | Titolo originale                    | Titolo italiano                  | Prima TV USA   | Prima TV Italia |
| -- | ----------------------------------- | -------------------------------- | -------------- | --------------- |
| 1  | Genesis (Part I) - 13.09.1956       | Progetto Quantum Leap (Parte I)  | 26 marzo 1989  | 14 giugno 1993  |
| 2  | Genesis (Part II) - estate 1968     | Progetto Quantum Leap (Parte II) | 26 marzo 1989  | 14 giugno 1993  |
| 3  | Star-Crossed - 15.06.1972           | Un amore da salvare              | 31 marzo 1989  | 14 giugno 1993  |
| 4  | The Right of God - 24.10.1974       | La mano destra di Dio            | 7 aprile 1989  | 15 giugno 1993  |
| 5  | How the Tess Was Won - 05.08.1956   | Un marito per Tess               | 14 aprile 1989 | 16 giugno 1993  |
| 6  | Double Identity - 08.11.1965        | Doppio salto                     | 21 aprile 1989 | 17 giugno 1993  |
| 7  | The Color of Truth - 08.08.1955     | Il colore della verità           | 3 maggio 1989  | 18 giugno 1993  |
| 8  | Camikazi Kid - 06.06.1961           | Il kamikaze                      | 10 maggio 1989 | 21 giugno 1993  |
| 9  | Play it Again, Seymour - 14.04.1953 | Provaci ancora Seymour           | 17 maggio 1989 | 22 giugno 1993  |

## Progetto Quantum Leap (Parte I)
- Titolo originale: Genesis (Part  I) - 13.09.1956
- Diretto da: David Hemmings
- Scritto da: Donald P. Bellisario

### Trama
Il dottor Samuel "Sam" Beckett fa parte di un progetto segreto riguardante il viaggio nel tempo denominato "Quantum Leap". Una sera, decide di effettuare un esperimento, ma il progetto non è completo e il viaggio nel tempo lo porterà a effettuare una serie di "salti" tra un anno e un altro e tra varie persone. Nel primo salto, Sam impersona il capitano dell'Aviazione Tom Stratton, impegnato nel collaudo del velivolo supersonico Bell X-2 nell'anno 1956. Dopo un periodo di disorientamento, dovuto anche a una parziale amnesia da lui riscontrata, gli appare per la prima volta l'ammiraglio Albert "Al" Calavicci, sotto forma di ologramma, che gli spiega cosa è successo e che si sta cercando di recuperarlo.

## Progetto Quantum Leap (Parte II)
- Titolo originale: Genesis (Part  II) - estate 1968
- Diretto da: David Hemmings
- Scritto da: Donald P. Bellisario

### Trama
Al spiega a Sam qual è il motivo per cui lui si trova nel 1956: correggere un evento storico e migliorare così la situazione presente e futura della persona da lui impersonata, in questo caso Tom Stratton. Questo "modus operandi" sarà il leit-motiv di tutta la serie; esso è guidato da un'entità superiore, che decide quando il compito di Sam è terminato e il successivo spostamento in un'altra epoca. Il computer presente nel laboratorio del progetto, Ziggy, è in grado di calcolare le probabilità delle azioni che ogni persona in cui si "sposta" Sam deve compiere, riuscendo a indicare, con buona approssimazione, cosa dovrà fare Sam per risolvere una data situazione e potersi spostare in un altro luogo e in un altro tempo. Risolta la situazione di Tom Stratton, avviene il secondo salto, in cui Sam impersona il giocatore di baseball Tim Fox, nell'estate del 1968.

## Un amore da salvare
- Titolo originale: Star-Crossed - 15.06.1972
- Diretto da: Mark Sobel
- Scritto da: Deborah Pratt

### Trama
Sam impersona il professor Gerald Bryant, un vecchio insegnante di un'università privata. Il professore ha una relazione con un'allieva, e il compito di Sam è quello di rompere la relazione e "indirizzare" l'amore della ragazza verso colui che diventerà suo marito. Contemporaneamente, Sam incontra Donna, la sua ex fidanzata, che lo lasciò nel giorno in cui avrebbero dovute essere celebrate le loro nozze. Sam ora è in grado di capire il motivo del suo comportamento, e risolvere il trauma che lo ha causato.
- Curiosità: La scena iniziale, in cui Sam si trova in classe con una nutrita schiera di ragazze che lo guardano con occhi dolci, è un chiaro riferimento all'analoga scena presente nel film I predatori dell'arca perduta, dove Indiana Jones, durante una lezione, riceve le stesse attenzioni da parte delle allieve.

## La mano destra di Dio
- Titolo originale: The Right of God - 24.10.1974
- Diretto da: Gilbert Shilton
- Scritto da: John Hill

### Trama
Il pugile Clarence "Kid" Cody, un atleta di periferia, si vende per soldi a un gangster, ma un intraprendente convento di suore diventa il suo manager. Sam, che impersona il pugile, deve impegnarsi a fondo per vincere il campionato e donare i soldi della vincita al convento, e allo stesso tempo evitare la vendetta del gangster, che intende scommettere sulla sua sconfitta.

## Un marito per Tess
- Titolo originale: How the Tess Was Won - 05.08.1956
- Diretto da: Ivan Dixon
- Scritto da: Deborah Arakelian

### Trama
Tess McGill è la giovane figlia di un ricco proprietario terriero nel Texas, che nonostante le molte offerte, rifiuta di sposarsi finché non troverà qualcuno in grado di montare il suo cavallo preferito, che accetta solamente lei in groppa. Sam impersona "Doc" Young, un veterinario, che salverà alcuni piccoli maiali dall'essere sterminati, e cercherà di far trovare a Tess l'uomo adatto a lei. Il suo compito però terminerà solo quando "ispirerà" all'aiutante del veterinario, un giovane Buddy Holly, la composizione della notissima canzone Peggy Sue.

## Doppio salto
- Titolo originale: Double Identity - 08.11.1965
- Diretto da: Aaron Lipstadt
- Scritto da: Donald P. Bellisario

### Trama
Sam si trova nei panni di Frankie LaPalma, un giovane killer di mafia, che ha una relazione con Teresa, una giovane parrucchiera a sua volta amante del boss Gino Fescotti. Costui è venuto a sapere che qualcuno ha una relazione con Teresa, ma non sa di chi si tratta, e ordina ai suoi uomini (tra cui Frankie) di trovarlo e di ucciderlo. Compito di Sam è evitare questo, anche perché Al gli comunica che finalmente c'è la possibilità di rientrare.

## Il colore della verità
- Titolo originale: The Color of Truth - 08.08.1955
- Diretto da: Michael Vejar
- Scritto da: Deborah Pratt

### Trama
Sam impersona Jessie Tyler, un autista di colore nell'Alabama del 1955, in pieno regime di segregazione razziale, al servizio di Melny Trafford, una ricca vedova bianca. Sam entra in un bar per bianchi per ritirare un pacchetto per la sua padrona, ma essendo appena saltato non si rende conto di essere una persona di colore e si siede al bancone, mossa assolutamente proibita all'epoca, suscitando forti reazioni da parte degli avventori del bar, mitigate solo dal pronto intervento della signora Trafford. Ben presto si rende conto di quanto fosse dura la vita per una persona di colore, in quegli anni, e comincia una lotta personale contro questo stato di cose.
- Curiosità: La trama e i personaggi principali sono in parte ispirati all'opera teatrale A spasso con Daisy, della quale venne realizzata la trasposizione cinematografica nello stesso anno della prima messa in onda di questa puntata, 1989.

## Il kamikaze
- Titolo originale: Camikazi Kid - 06.06.1961
- Diretto da: Alan J. Levi
- Scritto da: Paul Brown

### Trama
Sam impersona Cameron "Cam" Wilson, un giovane ragazzo di Los Angeles, e il suo compito è impedire che la sorella Cheryl sposi il fidanzato Bob Thompson, in quanto è possessivo e violento, e incline a bere troppo. Per ottenere questo, Sam deve affrontare Bob in una sfida automobilistica, e l'unico modo per vincere è affidarsi alle sapienti mani di Jill, una giovane ragazza, che è anche un meccanico molto abile, e che segretamente è innamorata di Cam.
- Curiosità: Nel bagno dell'hotel Sam incrocia e insegna alcuni passi di danza a quello che potrebbe essere un giovanissimo Michael Jackson, all'epoca dell'età di 3 anni e membro del futuro Jackson Five.

## Provaci ancora Seymour
- Titolo originale: Play it Again, Seymour - 14.04.1953
- Diretto da: Aaron Lipstadt
- Scritto da: Donald P. Bellisario, Scott Shepard e Tom Blomquist

### Trama
Sam si ritrova nel 1953 a New York, dove impersona il detective privato Nick Allen, in una storia che sembra tratta da un giallo di Dashiell Hammett o di Raymond Chandler. Il socio di Nick, Phil Grimsley, è stato ucciso, e Sam indaga per scoprire chi è stato, aiutato da Seymour, il giovane giornalaio del palazzo in cui Nick ha il suo ufficio. Al avvisa Sam che Nick verrà ritrovato morto all'aeroporto LaGuardia e che Seymour e Allison, la vedova di Grimsley, scompariranno. Sam dovrà quindi risolvere ad ogni costo la vicenda.
- Curiosità: Il personaggio di Nick Allen assomiglia moltissimo all'attore Humphrey Bogart, tanto che, come un vero e proprio tormentone, nell'episodio sovente incontra persone che lo scambiano per l'attore, compreso un giovane Woody Allen (che però nel doppiaggio italiano viene chiamato "Mike").